# キャリン・ホワイト (アルバム)
『キャリン・ホワイト』 (Karyn White) は、1988年に発表されたキャリン・ホワイトのアルバム。

## 収録曲
1. ザ・ウェイ・ユー・ラヴ・ミー - "The Way You Love Me" (Babyface, "L.A." Reid, Daryl Simmons) - 4:56
2. シークレット・ランデヴー - "Secret Rendezvous" (Babyface, Reid, Daryl) - 5:38
3. スロウ・ダウン - "Slow Down" (Steve Harvey, Daryl, Karyn) - 4:35
4. スーパーウーマン - "Superwoman" (Babyface, Reid, Daryl) - 5:49
5. ファミリー・マン - "Family Man" (Babyface, Reid, Daryl) - 4:07
6. ラヴ・ソウ・イット - "Love Saw It (Duet With Babyface)" (Babyface, Reid, Daryl) - 5:21
7. ドント・メス・ウィズ・ミー - "Don't Mess with Me" (Babyface, Reid, Daryl) - 4:53
8. テル・ミー・トゥモロウ - "Tell Me Tomorrow" (Evan Rogers, Arnie Roman, Karyn) - 4:54
9. ワン・ウィッシュ - "One Wish" (Ian Prince, Jimmy Scott) - 4:22

## 参加ミュージシャン
- キャリン・ホワイト - ボーカル
- ベイビーフェイス - ギター、キーボード、バックボーカル
- オブライアン・バーネット、カルメン・カーター、ショーン・アール、キム・ユリサ、ニッキ・ハリス、バニー・ハル、デブラ・ハード、シャロン・ロビンソン、イヴァン・ロジャース - バックボーカル
- スティーヴ・ハーヴェイ、ジェフ・ローバー、イアン・プリンス - キーボード、プログラミング
- ドナルド・グリフィン、ダン・ハフ - ギター
- カヨ - ベース、ギター
- ゲイリー・ミーク - サックス
- ダリル・シモンズ - ドラム、パーカッション、ティンバレス